# 顿星云
顿星云（1912年—1985年），湖北石首人。中国人民解放军开国中将。

## 生平
1930年参加中国工农红军，同年加入中国共产党，第一次国共内战时期，历任红军班长、排长、连长、团总指挥部作战科科长、营长、团长。抗日战争时期，任八路军120师358旅715团副团长、714团团长，延安军政学院学员兼区队长。
第二次国共内战时期，任晋绥军区独立第四旅旅长、西北野战军第二纵队独立第四旅旅长、第一野战军第二军副军长。中华人民共和国成立后，曾任第一兵团第五军政治委员，装甲兵副司令员、顾问。1952年任海军航空兵部首任司令员，是海军航空兵的主要创始人。1955年被授予中将军衔。 